# حمض الساليسيليك
حمض الساليسيليك (أو  حمض الصفصاف أو الحمض الصفصافي) هو حمض كربوكسيلي أروماتي عديم اللون يستخلص طبيعيا من بعض النباتات كالصفصاف الأبيض وإكليلية المروج ويمكن صنعه كذلك في المختبر وكان يستخدم سابقا داخليا كدواء لصداع الرأس ومسكن للآلام ومضاد للالتهابات ومخفض لدرجة الحرارة اما الآن فاستخداماته خارجيا فقط كحال للتقرنات ولعلاج الثآليل والدمامل ومفيد في محاربة حب الشباب هو المركب الرئيسي لعدة أدوية معروفة خاصة الأسبيرين.
التركيب الكيميائي حمض الصفصاف والصيغة C6H4 (OH) COOH، حيث هو مجموعة OH أورثو إلى مجموعة الكربوكسيل. ومن المعروف أيضا باسم 2 - hydroxybenzenecarboxylic الحمضية. وهو ضعيف الذائبية في الماء (0.2 مل /100 غم ماء عند 20 درجة مئوية).

## طريقة تحضيره معمليا
أعد تجاريا ساليسيلات الصوديوم عن طريق علاج فينولات الصوديوم (ملح فينول الصوديوم) مع ثاني أكسيد الكربون تحت ضغط عال (100 ATM) ودرجة حرارة عالية (390K)، وهو الأسلوب المعروف باسم تفاعل كولبي - شميت. التحمض للمنتج مع حامض الكبريتيك يعطي حمض الصفصاف.

## الاستخدامات

### الاستخدامات الدوائية
يُستخدم حمض الساليسيليك في الأدوية عادةً لإزالة الطبقة الخارجية من الجلد، وبذلك يفيد في علاج الثآليل والصدفية وحب الشباب والقوباء الحلقية والقشرة الجلدية والسماك. يمثل هذا الحمض أحد مكونات منتجات العناية بالبشرة المستخدمة في علاج التهاب الجلد الدهني والعد والصدفية ومسامير القدم والثفن وتقرن الجريبات الشعرية والشواك الأسود والسماك والثآليل كما هو الحال مع الحموض الهيدروكسية الأخرى.

### الاستخدامات الصناعية
يُستخدم حمض الساليسيليك في حفظ الأغذية وإبادة الجراثيم والتعقيم وإنتاج المستحضرات الصيدلانية الأخرى بما فيها 4-أمينو حمض الساليسيليك والسلبيريد واللانديتيميد (عبر الساليساميد).
لطالما كان حمض الساليسيليك المادة الأولية الأساسية لاصطناع حمض أستيل الساليسيليك (الأسبرين). يُحضر الأسبرين (حمض الساليسيليك أو إيه إس إيه) عبر أسترة مجموعة هيدروكسيل الفينول الخاصة بحمض الساليسيليك مع مجموعة الأسيتيل العائدة لأنهيدريد الأسيتيك أو كلوريد الأسيتيل. يمثل الأسبرين معيارًا تُقارن به جميع مضادات التهاب غير الستيرويدية. تُستخدم هذه الأدوية أساسًا لعلاج اضطرابات الجهاز العضلي الهيكلي الالتهابية في الطب البيطري.
تشكل تحت ساليسيلات البزموت (وهي أملاح البزموت وحمض الساليسيليك) المكون الفعال في أدوية حماية مخاطية المعدة مثل بيبتو البيزمول، وهي المكون الرئيس في مركب كاوبكتات، وتبدي فعاليةً مضادةً للالتهاب (بسبب وجود حمض الساليسيليك ضمنها)، وتعمل أيضًا على معاكسة الحموضة، وتملك فعاليةً ضعيفةً مضادةً للجراثيم.
تشمل مشتقات حمض الساليسيليك الأخرى ساليسيلات الميثيل المستخدمة في المراهم لتخفيف الآلام العضلية والمفصلية وكولين الساليسيلات الذي يُطبق موضعيًا لتخفيف ألم قرحات الفم. يُستخدم حمض أمينو ساليسيليك لتحريض الهجوع في التهاب القولون التقرحي وفي تدبير السل بالترافق مع الإيزونيازيد غالبًا.
يُعد ساليسيلات الصوديوم مادةً فوسفوريةً مفيدةً في امتصاص طيف الأشعة فوق البنفسجية بفعالية كمومية مهملة تقريبًا للأطوال الموجية التي تنتمي للمجال بين 10 و 100 نانومتر. يتألق هذا المركب تحت الضوء الأزرق في الطول الموجي 420 نانومترًا، ويمكن تحضيره بسهولة على سطح نظيف عبر رش المحلول الملحي المشبع في الميثانول ثم تبخيره.

## آلية العمل
يعدل حمض الساليسيليك فعالية إنزيم سيكلوأكسجيناز 1 لينقص تشكيل البروستاغلاندينات المحرضة للالتهاب، ويمكن أن تثبط الساليسيلات تشكيل البروستاغلاندين تنافسيًا. تنتج الفعالية المضادة للداء الروماتويدي (مضادات الالتهاب غير الستيرويدية) عن الآليتين المسكنة والمضادة للالتهاب.
يعمل حمض الساليسيليك على تسهيل انسلاخ خلايا البشرة ومنع انسداد المسام الجلدية سامحًا بمساحة أكبر لنمو الخلايا الجديدة. يثبط الحمض أكسدة غلوكوز ثنائي فوسفات اليوريدين 5 تنافسيًا مع ثنائي نوكليوتيد الأدنين وأميد النيكوتين ولا تنافسيًا مع «يو دي بّي جي»، كذلك يثبط هذا المركب نقل مجموعة الغلوكورونيل في مركب حمض فوسفوغلوكورونيل اليوريدين 5 إلى متقبله الفينولي. يعود تأثير تأخير شفاء الجروح المرافق لاستخدام الساليسيلات أساسًا إلى فعاليتها التثبيطية لتصنيع عديدات السكاريد المخاطية.

## الأمان
إذا طُبقت تراكيز مرتفعة من مرهم حمض الساليسيليك على مساحة كبيرة من الجسم يمكن أن تدخل مستويات مرتفعة من الحمض إلى مجرى الدم ما يتطلب إجراء ديال دموي لتجنب الاختلاطات المحتملة.